# N1 (raket)

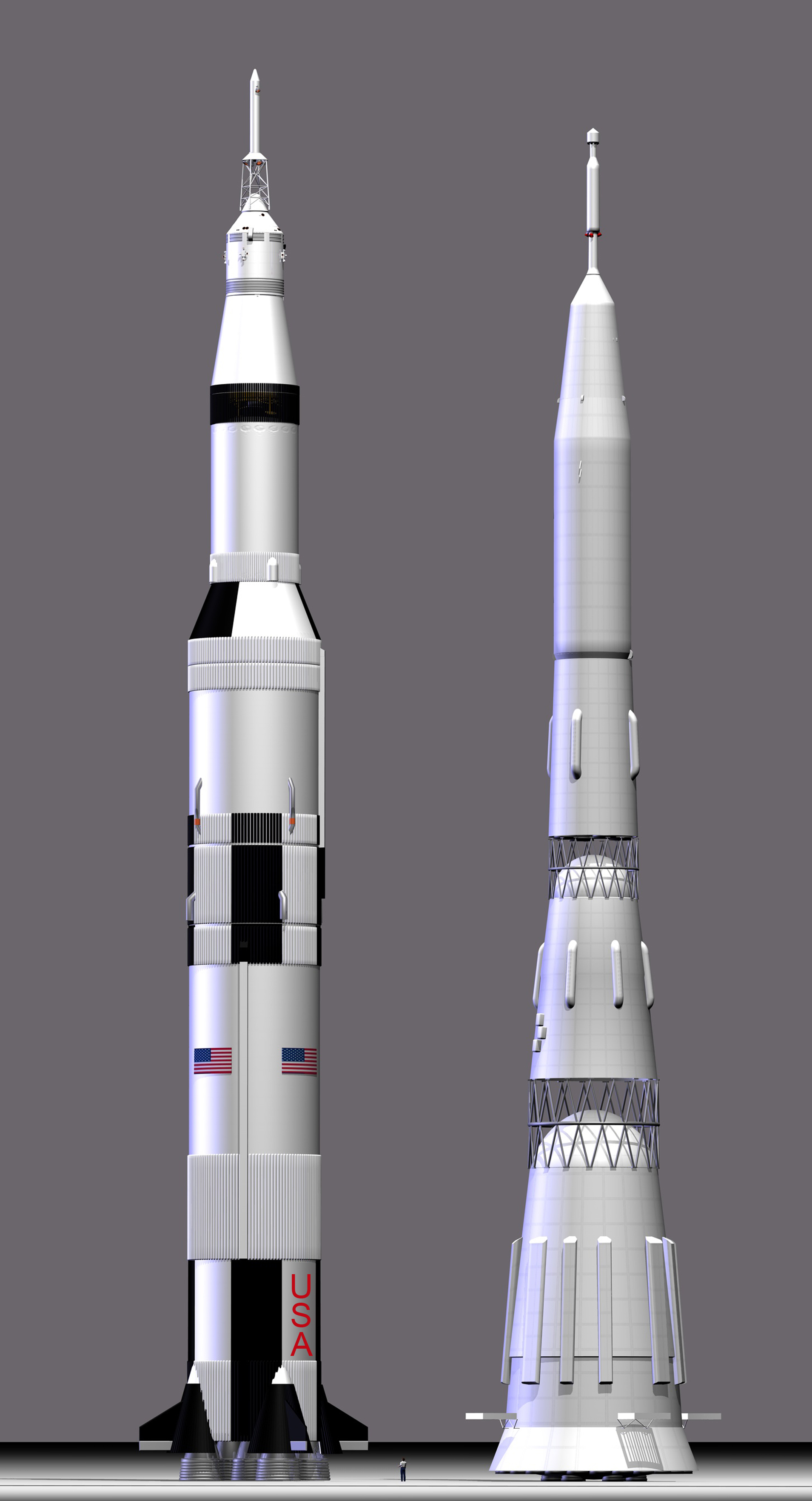
Saturn5 en N1

De N1 (Russisch: Н-1) was een maanraket die door de Sovjet-Unie werd ontwikkeld. De N1 had een 30-tal NK-15 raketmotoren in de eerste trap. De raket die als Russische tegenhanger van de Amerikaanse Saturnus V in de race naar de Maan moest functioneren was meer dan honderd meter hoog. De stuwkracht van de N1 was groter dan die van de Saturnus V-raketten die de Apollo CSM’s en Maanlanders de ruimte in brachten maar de nuttige lading een stuk kleiner. Omdat de capsule veel krapper was dan die van de Saturnus, pasten er in de N1 raket maar twee kosmonauten.
In 1956 is de ontwikkeling van de N1-raket van start gegaan.  Wegens tijdgebrek besloot hoofdconstructeur Vasili Misjin om de hele raket gewoon maar in elkaar te zetten, en dan te hopen dat alles bij de lancering werkte. In 1969 ontplofte 70 seconden na het vertrek vanaf het platform in Bajkonoer de eerste trap op 30 kilometer hoogte. Misjin werkte tevergeefs door. Op 3 juli ontplofte er weer een N1 raket. De capsule overleefde de ramp dankzij de noodraket, maar de lanceerinstallatie werd zwaar beschadigd.
Op 21 juli 1969 landde de "Eagle", Apollo 11, van de Amerikanen op de Maan. De Russen probeerden nog wel door te werken aan een bemande vlucht naar de Maan, maar na nog twee ontploffingen van de N1 gaven ze het op.
De belangrijkste reden voor het mislukken van het Sovjet-maanprogramma kwam door onvoldoende financiële middelen. Daardoor waren er onvoldoende testfaciliteiten en werd een groot gedeelte van de raketmotoren zonder test in de raket geplaatst.
Toen het N1-programma in 1972 werd opgegeven wilde de Sovjet-Unie zoveel mogelijk bewijs van het “beschamende” maanprogramma laten vernietigen en buiten de geschiedenisboeken houden. Pas na het uiteenvallen van de Sovjet-Unie kwam er meer informatie naar buiten. Ook bleken er nog 150 stuks NK-33-motoren, die de NK-15 hadden moeten vervangen op de geplande verbeterde N1, de N1-F, in een opslagloods te staan. Deze worden nu op de Sojoez 2-1V als hoofdmotor gebruikt en eerder ook in gemoderniseerde vorm op de Amerikaanse Antares.